# مالابورام
مالابورام أو ملابورم (الماليالام: മലപ്പുറം) هي بلدية في جنوب الهند وتحديدًا في ولايةكيرلا، وهي بمثابة المقر الإداري لحي مالابورام. مالابورام، في الماليالام، وتعني ” على قمّة تلال اليهود“
```
تبعد 50 كم جنوب شرق مدينة النظيم و90 كم شمال غرب كوريكود (كاليكوت). تعد بلدية مالابورام أول بلدية أنشئت في المنطقة (عام 1970م).
```

## التاريخ
مالابورام كانت المقر الرئيسي للقوات البريطانية والأوروبية وأصبحت في وقت لاحق في مقر وزارة الصحة العامة مالابار Police.MSP الخاص، تمّ إنشاؤه من قبل البريطانيين في أعقاب أعمال العنف وإراقة الدماء على نطاق واسع خلال إلإحتجاجات على المسلمين المحليين (Mappilas) ضد القرار البريطاني لإلغاء Chaliphate الإسلامية في الشرق الأوسط (يعرف باسم Mappila Lahala). كما ساهمت إلى حد كبير في التراث الثقافي في ولاية كيرالا. كانت مركز حيث تشتهر بين الهندوس والفيدية، التعلم والفلسفة الإسلامية.

## أعلام
- أنس إيداتوديكا
- نيروباما راو
- علي مسليار